# Peter Parler
Peter Parler (în latină Petrus de Gemunden in Suevia, în cehă Petr Parléř, n. c. 1330, Schwäbisch Gmünd – d. 13 iulie 1399, Praga) a fost un arhitect germano-ceh, cunoscut ca proiectant al Catedralei Sfântul Vitus și al Podului Carol din Praga, oraș în care a trăit de pe la 1356.

## Biografie
Tatăl său, meșterul constructor Heinrich Parler (numele derivă din „parlerius”, vorbitor și șef al zidarilor), s-a mutat la Schwäbisch Gmünd de la Köln, pentru a conduce lucrările de reconstrucție ale bisericii parohiale Sfânta Cruce. Membrii numeroasei familii Parler au lucrat în domeniul construcțiilor prin toată Europa.
Peter Parler a devenit meșter zidar al Catedralei Sfântul Vitus în 1352, după moartea arhitectului său inițial, Matthias din Arras. În afară de catedrală, el a fost arhitectul principal al Orașului Nou din Praga și a construit Podul Carol și turnurile sale. În Palatul Regal al Cetății din Praga, Parler a construit Capela Tuturor Sfinților. După incendiul din 1541 ea a fost redecorată în stil baroc. El a fost un meșter sculptor și a proiectat garguiele Catedralei Sf. Vitus. De asemenea, a fost aparent arhitectul Bisericii Maicii Domnului (Frauenkirche), construită în piața centrală a orașului Nürnberg, pentru a înlocui sinagoga dărâmată în pogromul din 1349 după izbucnirea epidemiei de ciumă. Între anii 1360-1378 Parler a construit altarul bisericii Sf. Bartolomeu din Kolín. A murit la Praga în 1399 și a fost înmormântat în Catedrala Sf. Vitus. Lucrările sale au fost continuate de fiii săi Wenzel și Johann.
Imaginea sa a fost reprezentată pe bancnota de 1000 de coroane emisă la 24 octombrie 1942 de Banca Națională pentru Boemia și Moravia și care a circulat în perioada 1942-1945 în Protectoratul Boemiei și Moraviei, teritoriu autonom al Germaniei Naziste.
Asteroidul 6550 Parléř, descoperit în 1988 de Antonín Mrkos, a fost numit în onoarea sa.

## Opere arhitectonice

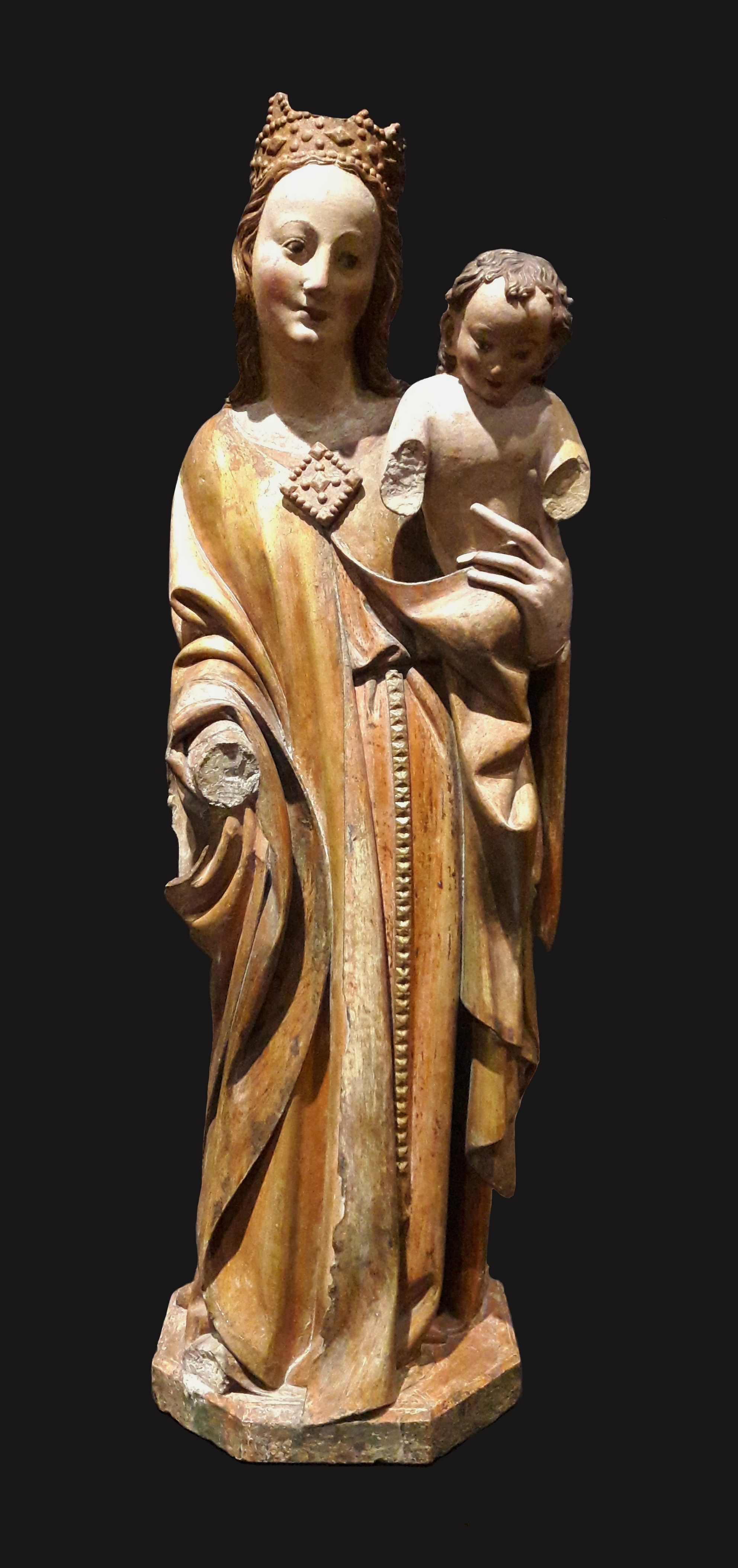
Madonna și Pruncul (c. 1375-1380), Muzeul Național din Varșovia
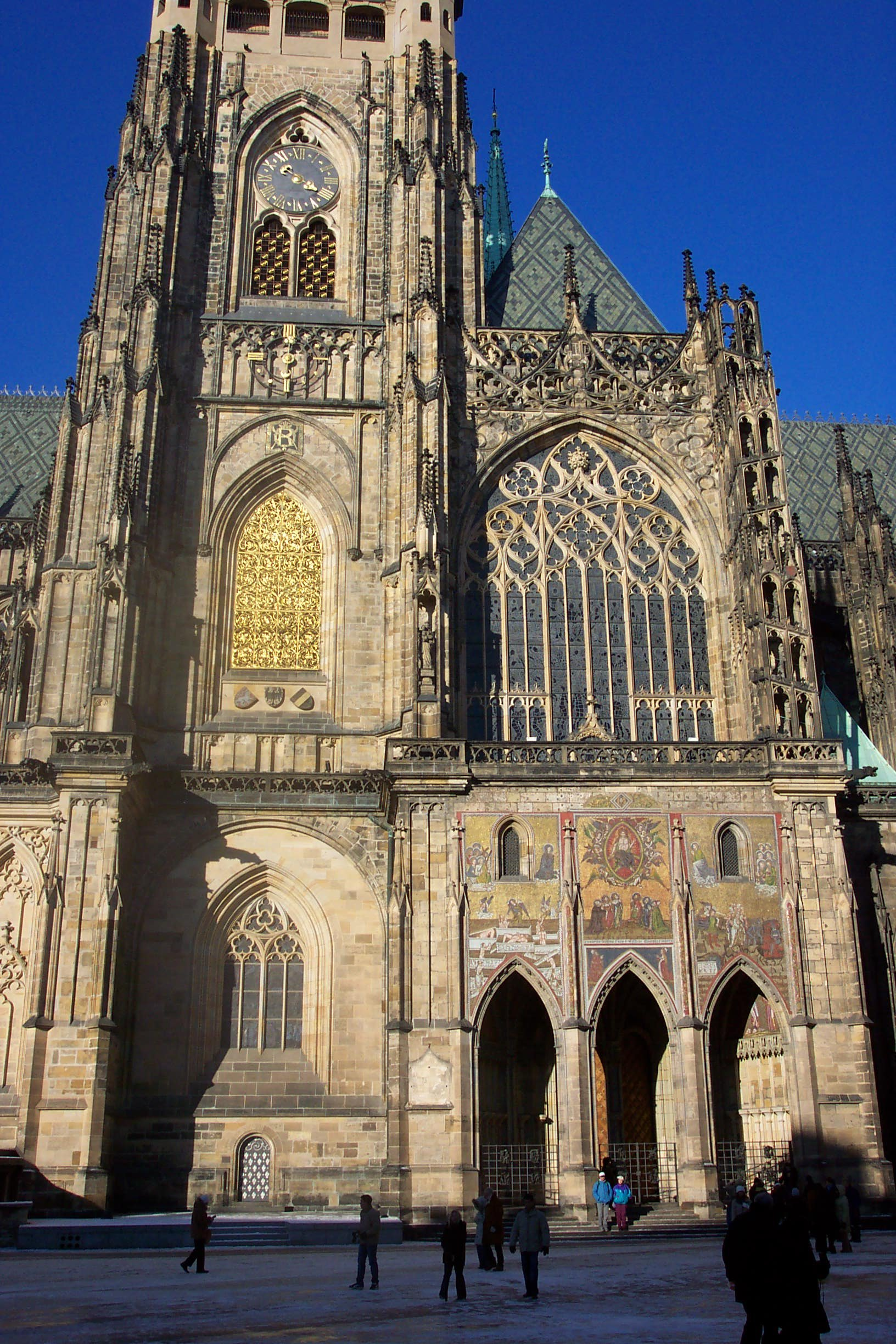
Catedrala Sfântul Vitus din Praga, portalul sudic
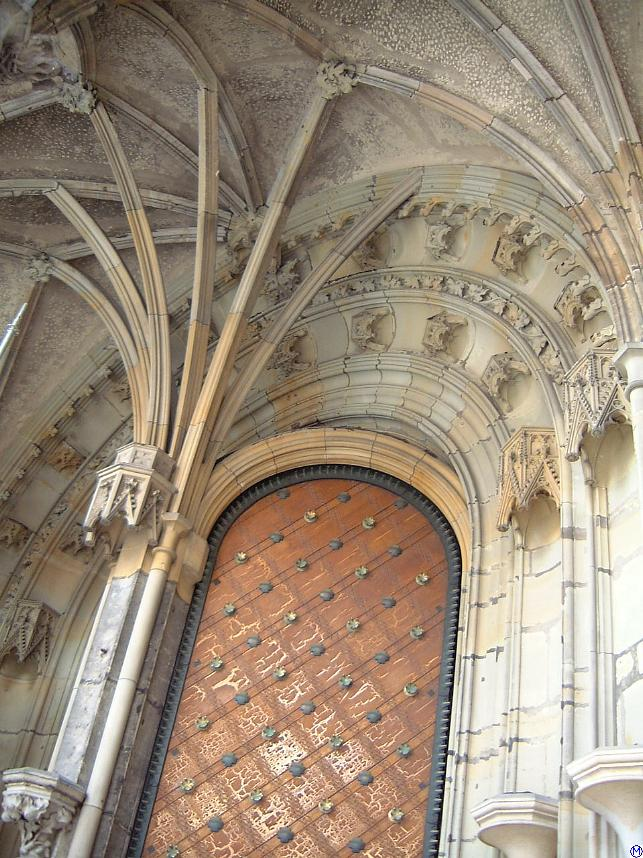
Ogivele gotice proiectate de Peter Parler în Catedrala Sf. Vitus
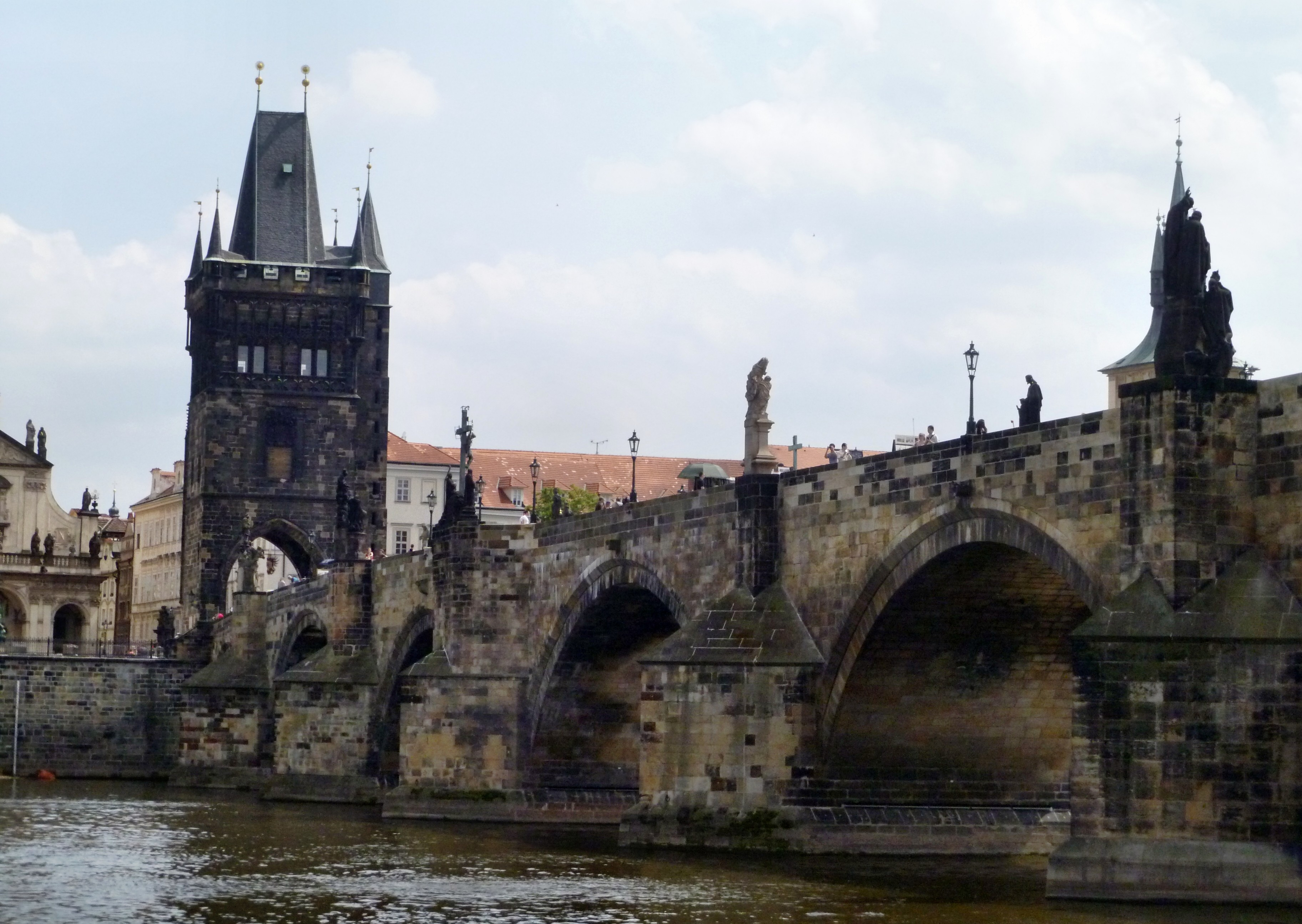
Podul Carol
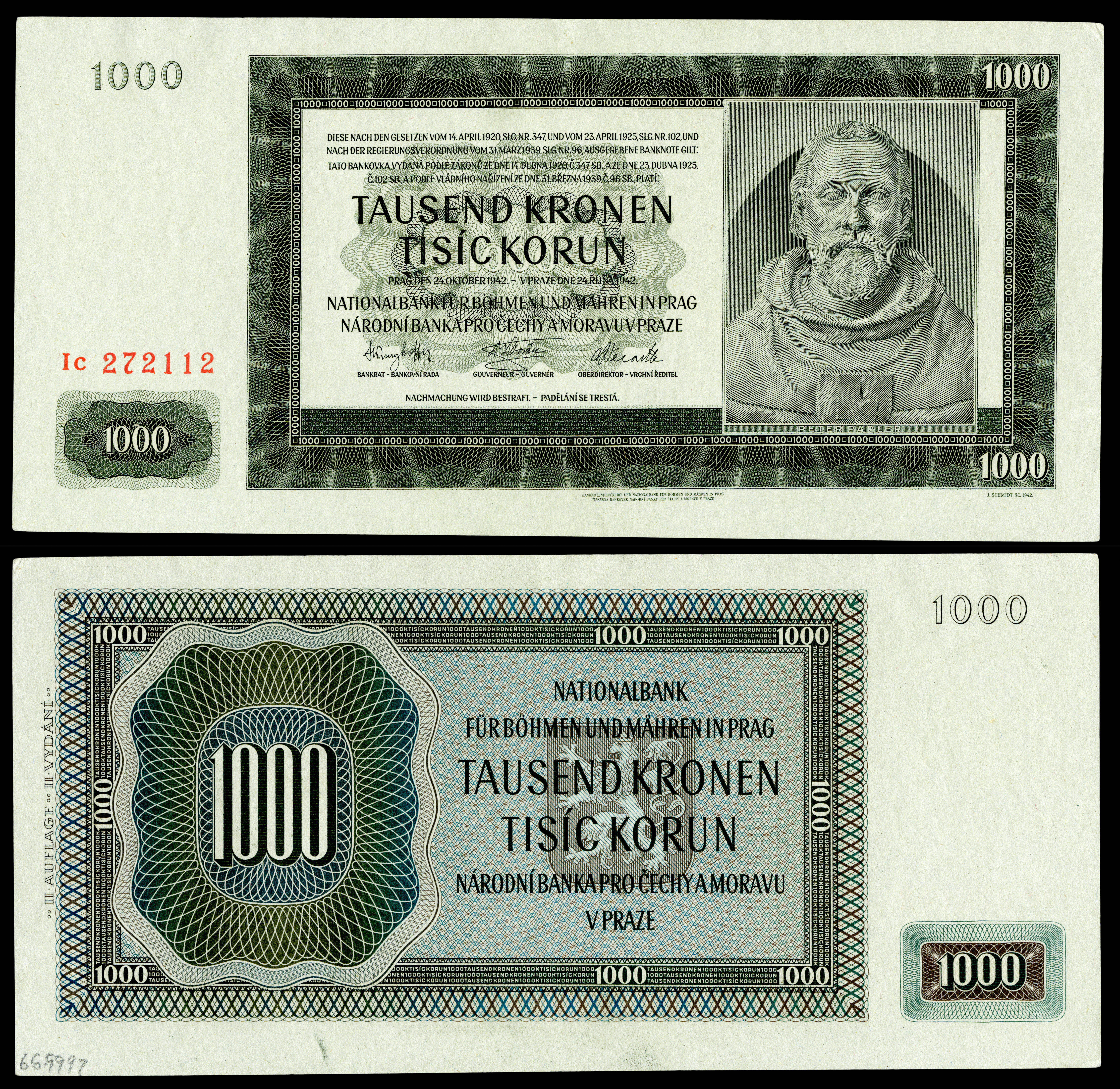
Bancnota de 1000 de coroane care a circulat în perioada 1942-1945 în Protectoratul Boemiei și Moraviei